# Paul Driessen
Pour les articles homonymes, voir Driessen.
Paul Driessen est un réalisateur et animateur de film d'animation né en 1940 aux Pays-Bas. Il est spécialisé dans le dessin animé.

## Biographie
Paul Driessen débute comme caricaturiste aux Pays-Bas puis se lance dans l'animation publicitaire. En 1967, il part en Angleterre et participe notamment au long métrage d'animation Yellow Submarine des Beatles en 1967 pour lequel il anime le personnage de Jeremy le Nowhereman.
Il part ensuite au Canada en 1970, où il réalise avec l'aide de l'Office national du film du Canada quelques courts métrages. Il y rencontre Nico Crama (de), un autre Néerlandais (ils sont presque voisins aux Pays-Bas selon leur dires) qui deviendra son producteur pour L'assassinat d'un œuf, puis de nombreux autres courts métrages jusqu'à aujourd'hui. Ils retournent ensemble aux Pays-Bas. Nico Crama fonde une société de production de cinéma d'animation, qui aidera des réalisateurs néerlandais parmi les plus talentueux.
En 1984, alors que les Jeux Olympiques de Los Angeles battent leur plein, les Olympiades de l'animation présente le classement des cinquante meilleurs films d'animation de l'histoire parmi lesquels se trouvent trois courts métrages de Paul Driessen : Au bout du fil, Une Vielle boîte et Jeu de coudes.

## L’œuvre de Paul Driessen
Son travail est caractérisé par un trait tremblotant, avec lequel il joue sans arrêt. Il opère également d'incessants jeux de logique avec l'image, sur les différentes interprétations de la vision d'un évènement, et les problèmes de subjectivité et d'interaction que cela engendre. Ses films sont souvent sans parole, mais accompagnés de bruitages ayant une réelle importance pour leur compréhension.
Dans plusieurs de ses œuvres il tente, avec humour, d'expliquer la fragilité ou les interactions de l'écosystème. Ce thème est présent dès son premier film Air !, où il se contente de montrer les problèmes de différents êtres vivants, par des jeux, dans Au bout du fil par exemple où l'on voit entre autres des éléments d'une chaîne alimentaire imaginaire, ou bien dans 2D or not 2D où un personnage supprime la source alimentaire unique d'un village.
Dans ses jeux de logique, il découpe l'écran en deux comme dans Le Garçon qui a vu l’iceberg (en) pour montrer en parallèle la vision réelle et imaginaire d'un enfant, ou dans Les Gens de l'eau, au-dessus et en dessous de l'eau, dans le désert et dans un pays très humide. Mais parfois aussi de plus nombreuses, comme dans La Fin du monde en quatre saisons où les scènes de chaque image vont avoir une influence sur les autres, montrant par la même les problèmes d'interaction de l'écosystème.
Il joue toujours avec ces visions parallèle dans L'Écrivain et la mort, où les écrits de l'écrivain influence la vie d'une ville et de sa région et les coups de faucille de la mort influencent la mort de cette même région, ou dans 2D or not 2D décrivant différentes visions et les relations entre des mondes à 1, 2 et 3 dimensions. Dans 3 misses (de) différents personnages de comtes de fée, ou d'histoires modernes, voulant sauver une demoiselle en detresse, se croisent et son confrontés à des situations similaires dans leur mondes.
Le film Les Gens de l'eau (The Water People) a été commandé et coproduit par Le « Nagasaki Holland village » centre commercial de Nagasaki au Japon, créé à l'image des villes néerlandaises, et contenant un cinéma. Le thème de base de la commande était l'eau.

## Filmographie

### Comme animateur
- 1968 : Yellow Submarine, réalisé par George Dunning
- 1970 : Tiki-Tiki, réalisé par Gerald Potterton (en)

### Comme animateur et réalisateur
- 1969 : The Little Yogurt
- 1971 : Le Bleu perdu
- 1972 : Air !
- 1973 : Au bout du fil (Cat's Cradle)
- 1975 : Une Vieille boîte
- 1977 : L'Assassinat d'un œuf (en) (Ei om zeep », « The Killing of an Egg)
- 1977 : David
- 1980 : Jeu de coudes
- 1980 : Par terre, par mer et par air (On Land, at Sea and in the Air)
- 1981 : Le Rejeton
- 1981 : Une Histoire comme une autre
- 1981 : Home on the Rails (Het Treinhuisje)
- 1982 : La Belle et la boîte
- 1983 : Les Taches de la vache (Het scheppen van een koe)
- 1984 : Tip top
- 1985 : L'Île miroir (Sunny Side Up)
- 1985 : Elephantrio, co-réalisé avec G. Ross et J. Weldon
- 1988 : L'Écrivain et la Mort (De schrivjer en de dood ou The Writer)
- 1989 : Oncles et Tantes I (Uncles and aunts I )
- 1992 : Les Gens de l'eau (The Water Peoples), produit par Nico Crama et Nagasaki Holland village.
- 1992 : Oncles et Tantes III
- 1995 : La Fin du monde en quatre saisons (The End of the World in Four Seasons)
- 1998 : 3 demoiselles (3 misses)
- 2000 : Le Garçon qui a vu l’iceberg (en) (The Boy Who Saw the Iceberg)
- 2003 : 2D or not 2D
- 2011 : Œdipus

## Récompenses
- 1977 : Grand prix du Festival international du film d'animation d'Annecy pour David[1]
- 1995 : Prix Normande-Juneau pour La Fin du monde en quatre saisons/The End of the World in four Seasons (court métrage)
- 2013 : Dragon des dragons au Festival du film de Cracovie pour l'ensemble de son œuvre[2]